# Bandera de Pamplona
La bandera de la ciudad de Pamplona, Comunidad Foral de Navarra, España, está formada por un paño verde de proporciones 2/3 con el escudo de Pamplona en el centro en  sus esmaltes.

## Historia

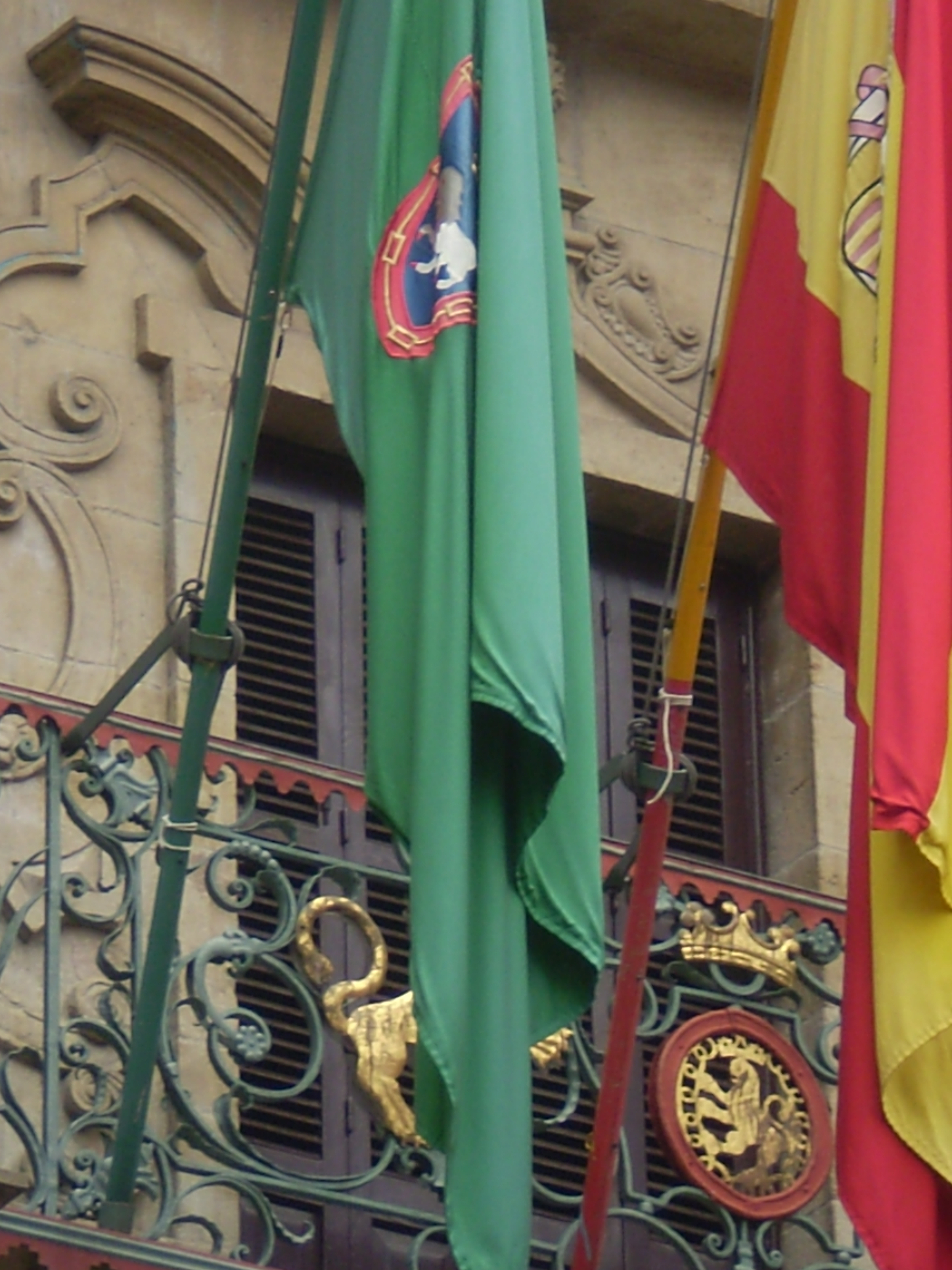
Bandera de Pamplona ondeando en el balcón de su ayuntamiento.

Pendón de la ciudad de Pamplona según es descrito en el Privilegio de la Unión de 1423.

Esta bandera se utiliza desde 1923 año en que con motivo del quinto centenario del Privilegio de la Unión el ayuntamiento acordó realizar otra bandera en tafetán verde, por encontrarse la anterior muy deteriorada. Anteriormente la bandera de Pamplona fue de color blanca con girones  azules y las armas de la ciudad, Se adoptó el color verde porque resultaba del primer libro de autos del Regimiento que las dos primeras banderas de la ciudad fueron verdes, aunque el Privilegio de la Unión otorgado en 1423 por el rey Carlos III de Navarra se describe el escudo y el pendón de Pamplona de la siguiente manera:

Todo el dicto pueblo de nuestra dicta Muy Noble Ciutat de Pomplona, unido como dicto es, aya a auer un sieillo grant et otro menor para contra sieillo. Et un pendon de unas mesmas armas, de las quolles el campo será de azur; et en medio aura un león pasant, que será dargent; et aura la lengoa et huynnas de gulean. Et alrededor del dicto pendon aura un renc de nuestras armas de Nauarra, de que el campo será de gulean et la cadena que yra alrededor, de oro. Et sobre el dicto león, en la endrecha de su exquina, aura en el dicto campo del dicto pendon una corona real de oro, en senyal que los reyes de Nauarra suelen et deuen ser coronados en la eglesia Cathedral de Santa María de nuestra dicta Muy Noble Ciudad de Pomplona.
Privilegio de la Unión, 8 de septiembre de 1423
Carlos III de Navarra

Bandera de la ciudad de Pamplona hasta 1923.

El color verde es probable que fuera resultado deterioro de una bandera que inicialmente era azul o que fuera reemplazada por una verde en homenaje de la casa de Évreux, como sucedió en el siglo XVIII en que se adoptó una blanca en homenaje a la casa de Borbón. O simplemente una degradación del color azul primigenio, como apuntaban algunos entendidos ya por 1923. Realmente no se sabe a ciencia cierta a qué se debe el color verde de la bandera actual. Los investigadores y archiveros no han dado con el acuerdo que convirtiera en verde el pendón, que el Privilegio de la Unión ordena que sea azul.
Durante la Dictadura de Primo de Rivera se restablecieron los colores azul y blanco, y en 1930 se adoptó definitivamente la bandera de color verde.